# Millalicán (cacique)
Millalicán, también llamado Pablo Milla Licán o Melillanca (ca. 1800-1860) fue un cacique borogano que actuó en Chile y la Argentina en el siglo XIX.

## Su padre, Melillán
Millalicán era hijo del cacique chileno Melillán Painemal, que participó en la guerra a muerte, primeramente en el bando realista, como la mayoría de los boroganos, y luego en el bando patriota, por influencia de Venancio Coñuepán. Era originario de la zona de Villarrica, pero durante la guerra estuvo establecido en Boroa; volvió a cambiar de bando hacia 1822, cuando construyó un recinto fortificado que fue capturado por el oficial chileno Jorge Beauchef, tras lo cual se rindió a los patriotas. Tiempo después emigró con su familia a la Argentina, siguiendo a sus hijos Millalicán y Mulato, que ya habían cruzado la Cordillera de los Andes, y se estableció en el sur de Mendoza. Desde el año 1840 fue jefe de una de las parcialidades que seguían al cacique mayor Purrán, que controlaba los pasos a Chile del norte del Neuquén; figura en la documentación como seguidor de Purrán hasta el año 1852, a partir del cual no hay más noticias sobre él. Además de sus hijos Mulato y Millalicán, establecidos en la Argentina, tenía otro llamado Antonio Painemal, que gobernó durante cincuenta años la región de Cholchol.

## Millalicán en Chile
Nacido en 1800, era hermano de los caciques Mulato y Antonio Painemal, y tío del sacerdote franciscano Francisco Inalicán. Era cristiano bautizado, y sabía leer y escribir en castellano, ya que había ido a la escuela en Chillán. En su juventud se había mostrado como partidario del bando independentista, y había intentado frenar las campañas realistas en la Araucanía.
En 1816 pasó a la Argentina, estableciéndose en el sur de la provincia de Mendoza, y se puso a disposición del general José de San Martín para la formación del Ejército de los Andes y para guiarlo a través de los pasos del sur de la provincia; San Martín sólo dejó que los chilenos y los indígenas supieran que cruzaría por los pasos de La Cumbre y Los Patos cuando ya estaba en camino hacia allí. Millalicán combatió en la campaña de Chile como oficial de infantería.
Tras la batalla de Maipú participó de la Guerra a Muerte, que duró aproximadamente hasta 1827, durante la cual ascendió al grado de teniente coronel.

## En la Argentina
En ese año de 1827, o quizá algo antes, volvió a cruzar la Cordillera y se trasladó al sudoeste de la provincia de Buenos Aires, donde se puso a órdenes del cacique borogano Mariano Rondeau. El gobernador Juan Manuel de Rosas lo utilizó para tratar de obligar a los boroganos a perseguir a los ranqueles, y lo unió a su campaña al desierto, como jefe de una fracción de indígenas, y con el grado de teniente coronel.
Cuando Rosas aumentó la presión sobre los boroganos para que atacaran a los ranqueles, Rondeau y Millalicán le explicaron, indirectamente, que estaban cansados de guerras, y que sólo querían vivir en paz. Quizá fuera coincidencia, o quizá por idea de Rosas, en 1834 el principal grupo de boroganos fue atacado y masacrado por el cacique huilliche Calfucurá, que se instaló con sus dos mil indios de lanza en Salinas Grandes. Al año siguiente, Rosas forzó a los borogas de Millalicán, que contaba con cuatrocientos combatientes, y a los de Cañiuquir a unirse a una gran expedición contra los ranqueles; Venancio Coñuepán saqueó algunas tolderías menores, pero la sequía hizo imposible seguir camino hacia los refugios de los ranqueles en Toay y Leuvucó.
En los meses siguientes, forzó a los borogas de Guaminí, a órdenes de Millalicán y Cañiuquir, a hacer otras dos campañas contra los ranqueles, que desgastaron las fuerzas del cacique general Yanquetruz, pero que no consiguieron ningún objetivo principal. En 1836, probablemente incitados por los oficiales de Rosas, los hombres de Coñuepán atacaron a Cañiuquir; los boroganos se vengaron, y arrasaron la tribu de Coñuepán, que estaba establecida en Bahía Blanca, prácticamente junto a los fuertes del ejército provincial, que no hizo nada para defenderlo. Quienes atacaron deben haber sido hombres de Millalicán, pero éste ya no figuró en los partes militares, y desapareció de la historia. Según Manuel Alejandro Pueyrredón, murió en Buenos Aires en el año 1860.